# Rokitno (województwo zachodniopomorskie)
Rokitno – wieś w Polsce położona w województwie zachodniopomorskim, w powiecie myśliborskim, w gminie Nowogródek Pomorski.
W 2002 r. wieś miała 44 mieszkańców.
W latach 1975–1998 miejscowość położona była w województwie gorzowskim.